# Adesso
Adesso (Ahora) es el nombre de un periódico católico italiano, fundado en 1949, por el sacerdote italiano, Padre Primo Mazzolari (1890-1959), para llevar el mensaje cristiano a los más marginados y desamparados.
Actualmente, este periódico depende de la Diócesis de Crémona. 
- Datos: Q3605280